# Big Driver
Big Driver ist ein US-amerikanischer Thriller des Regisseurs Mikael Salomon aus dem Jahr 2014. Er basiert auf der gleichnamigen Novelle von Stephen King. Der Fernsehfilm hatte am 18. Oktober 2014 beim US-Sender Lifetime Premiere.

## Handlung
Tess Thorne ist eine erfolgreiche Autorin zahlreicher Kriminalromane, in denen als Protagonisten mehrere ältere Damen erscheinen, die einen „Strick-Club“ gebildet haben und gemeinsam Kriminalfälle lösen. Nach einer Lesung vor einem Fanclub in einem weit entfernten Bundesstaat fährt sie mit ihrem Auto eine alternative Route zurück, die ihr zuvor die Veranstalterin Ramona empfohlen hatte. In einer abgelegenen Gegend übersieht sie zahlreiche mit Nägeln versehene Bretter, die auf der Straße liegen. Sie kann das Fahrzeug zwar an einer verlassenen Tankstelle zum Stehen bringen, ist aber selbst nicht in der Lage, den platten Reifen zu wechseln. Da ihr Mobiltelefon in dieser strukturschwachen Gegend keinen Empfang hat, ist sie überglücklich, als ein groß gewachsener Mann aus einem Pick-up aussteigt und ihr zunächst scheinbar Hilfe anbietet. Allerdings zeigt er schnell sein wahres Gesicht, vergewaltigt Tess, schlägt sie bewusstlos und legt die vermeintlich Tote in einem Abwasserkanal ab.
Tess erwacht und entdeckt in dem Kanal drei weibliche Leichen. Sie ringt mit sich, ob sie den Überfall anzeigen soll oder nicht. Tess hat Sorge, dass die Öffentlichkeit ihr nicht glaubt und vielmehr vermutet, dass sie nur einen Skandal provozieren will, um den Absatz ihrer Bücher zu fördern. Sie beschließt daher, niemandem von dem Vorfall zu erzählen, und lässt sich mit einem Limousinenservice nach Hause bringen. Dort angekommen sinnt sie auf Rache – unterstützt von den imaginären Damen ihres „Strick-Clubs“, mit denen sie in einen halluzinatorischen Dialog tritt.
Wenige Zeit später erhält sie einen Anruf von Betsy, die als Angestellte in einer Bar in der Region arbeitet, in der der Vorfall passiert ist. Betsy fordert Tess auf, dort ihren Wagen abzuholen, den ein Bekannter dort geparkt hat. Er ist im Ort aufgrund seiner korpulenten Körpergröße als „Big Driver“ bekannt. Im Gespräch mit Betsy erkennt Tess, dass auch sie Opfer von Gewalt geworden ist. Sie recherchiert weiter und erfährt, dass Ramona die Mutter des mutmaßlichen Vergewaltigers ist. Sie sucht Ramona in ihrem Haus auf, die zunächst jegliche Verbindung abstreitet. Es kommt zu einer Auseinandersetzung, bei der Ramona von Tess erstochen wird. Diese wiederum findet in Ramonas Badezimmer ihre Ohrringe wieder, die ihr der Big Driver abgenommen hatte. Es stellt sich heraus, dass der seelisch kranke Big Driver an einer Psychose leidet. Anschließend fährt Tess erneut in die Region, in der ihr Gewalt widerfahren ist. Sie folgt einem Pick-up, von dem sie glaubt, dass der Big Driver ihn fährt. Als der Fahrer aussteigt, erschießt sie ihn. Tess muss jedoch erkennen, dass sie den kleinen Bruder des Big Drivers erschossen hat. Sie macht sich schwere Vorwürfe und fährt zum Wohnhaus des Big Drivers. Dort dringt sie in seine Wohnung ein und findet Beweise, dass der kleine Bruder in die Verbrechen verwickelt gewesen war – darunter Fotos, die er aufgenommen hatte, während Tess vom Big Driver misshandelt wurde. Dieser wiederum arbeitet in einer angrenzenden Garage. Tess schießt zweimal auf ihn, bis die Waffe leer ist. Anschließend schlägt sie ihm mit einem der mit Nägeln gespickten Bretter auf den Kopf, um danach in Ruhe die Waffe nachzuladen und ihn mit einem Schuss in seine Genitalien zu erschießen.
Durch einen anonymen Anruf erfährt die Polizei von den übrigen Leichen im Abflussrohr. Kurze Zeit später klingelt auch bei Tess das Telefon. Es ist Betsy, die sagt: „Ich weiß, was du getan hast. Gut so Mädchen.“

## Produktion
Der Film wurde in Halifax, der Hauptstadt der Provinz Nova Scotia in Kanada, gedreht.

## Rezeption
Die Redaktion des Online-Portals filmstarts bewertet den Film mit 2,5 von 5 möglichen Sternen. Sie lobt, dass die Produktion des auf weibliches Publikum ausgerichteten TV-Senders Lifetime ihrem Anspruch gerecht wird. Als „sympathische Anti-Heldin“ stelle sie eine „verquer-komplexe“ Person dar. Sie kritisiert gleichzeitig die vergleichsweise geringe Kreativität, mit der Salomon die Anfälle von Tess darstelle. In Summe sammele der Film jedoch auf Grund der komplexen Protagonistin Pluspunkte. Die Online-Community moviepilot bewertet den Film mit 5,3 von 10 möglichen Punkten.

## Auszeichnungen
- Nominierung in der Kategorie Best Editing in Television Movie or Mini-Series für Michael Doherty bei den Canadian Cinema Editors Awards 2015
- Nominierung in der Kategorie Best Motion Picture bei der Online Film & Television Association 2015